# Elsa Brünhild Lohmeyer
Elsa Brünhild Hertha Lohmeyer (geboren am 26. März 1901 in Posen; gestorben im September 1994 in Berlin) war eine deutsche Juristin. Von 1932 bis 1934 war sie Gerichtsassessorin bei der Staatsanwaltschaft Frankfurt (Oder). Sie gilt damit als erste Frau, die in Deutschland als Staatsanwältin tätig wurde. Nach dem Krieg, von 1953 bis 1957, war sie als Richterin am Oberversorgungsgericht Berlin beschäftigt.

## Leben
Elsa Brünhild Lohmeyer kam in der preußischen Provinzstadt Posen (heute Poznań in Polen) als zweite Tochter einer wohlhabenden Unternehmerfamilie zur Welt. Von 1907 bis 1914 besuchte sie das Below-Knothesche Lyzeum in Posen und wechselte dann zur Luisenschule. Die Luisenschule wurde 1918, nachdem Posen an den polnischen Staat angegliedert worden war, für deutsche Schülerinnen gesperrt. Aufgrund einer ministeriellen Verfügung erhielt sie jedoch trotzdem ihr Reifezeugnis.
Nachdem die Familie sich in Frankfurt (Oder) niedergelassen hatte, besuchte Lohmeyer von 1920 bis 1921 die Heinrich-von-Kleist-Schule. Anschließend bereitete sie sich wohl privat auf das Abitur vor und trug sich als Nebenhörerin für die Rechtswissenschaft an den Universitäten von Greifswald und Heidelberg ein. Im Juni 1923 legte sie ihr Abitur als Externe am Deutschen Gymnasium in Posen ab, einer Studienanstalt mit realgymnasialer Ausrichtung. Ab 1924 studierte die dann Zweiundzwanzigjährige als vollimmatrikulierte Studentin der Rechtswissenschaft an der Friedrich-Wilhelms-Universität in Berlin, der heutigen Humboldt-Universität.

## Karriere

### Weimarer Zeit und Nationalsozialismus
Das juristische Referendarexamen bestand Elsa Lohmeyer im Oktober 1927. Anschließend begann sie ihren Vorbereitungsdienst in Frankfurt (Oder). Fünf Jahre später bestand sie im Mai 1932 ihr Assessorenexamen mit Prädikat. Mit ihrer Einsetzung als Gerichtsassessorin bei der Staatsanwaltschaft Frankfurt (Oder) im Jahr 1932 gilt sie laut dem deutschen Juristinnenbund als erste Frau, die in Deutschland als Staatsanwältin tätig wurde. Zu dieser Zeit war sie auch Mitglied im Deutschen Juristinnen-Verein. Nach der Machtübernahme durch die Nationalsozialisten 1933 blieb Lohmeyer zunächst eingestellt, wurde jedoch 1934 aufgrund persönlichen Eingreifens von Roland Freisler, damals Staatssekretär im preußischen Justizministerium und später Präsident des Volksgerichtshofs, fristlos entlassen.
Grund für die Entlassung sollen zwei Fälle gewesen sein, in denen Lohmeyer gegen Angehörige der SA sowie der SS Haftbefehle verlangt hat. Im ersten Fall ging es um einen von SA-Führern überwachten Häftlingstransport von politischen Gefangenen. Zwei der Häftlinge, die vom Zuchthaus Sonnenburg in eine andere Anstalt gebracht werden mussten, überlebten den Transport nicht. Die Aussage der SA-Führer, nach der die Häftlinge während eines Fluchtversuchs erschossen worden seien, stimmten mit dem späteren Gutachten des dazu bestellten Amtsarztes nicht überein. Im zweiten Fall ging es um die Bestechung eines SS-Angehörigen, den Lohmeyer deswegen strafrechtlich verfolgen wollte.
Nach ihrer Entlassung wurde sie in Berlin als Rechtsanwältin zugelassen und gründete eine eigene Kanzlei, mit der sie jedoch anfangs nicht ihren Lebensunterhalt voll finanzieren konnte. Sie war daher daneben bis 1942 als freie Mitarbeiterin im Ullstein Verlag tätig und später als Angestellte im Beschwerdeamt des Dezernats des Reichsarbeitsdienstes (RAD). Da sie sich weigerte, Mitglied der NSDAP zu werden, wurde sie bis Kriegsende in die Reichsleitung des weiblichen RAD versetzt. Sie war jedoch Mitglied im NS-Lehrerbund.

### Nachkriegszeit
Im Februar 1947 wurde Lohmeyer erneut zur Rechtsanwaltschaft sowie zum Notariat zugelassen. Sie war schwerpunktmäßig im Familien- und Mietrecht tätig. Im Oktober 1948 wurde sie wegen des nach dem Krieg bestehenden Personalmangels für den Justizdienst dienstverpflichtet und war für kurze Zeit als Staatsanwältin am Amtsgericht Charlottenburg tätig. Im Jahr 1953 ging sie als Richterin an das Oberversorgungsgericht Berlin, das spätere Sozialgericht Berlin. Dort blieb sie Landessozialgerichtsrätin bis 1957, als sie in die Gerichtsverwaltung auf der Position einer Oberregierungsrätin wechselte.

## Stiftung
Zusammen mit ihrer älteren Schwester Edelgard Lohmeyer gründete Elsa Brünhild Lohmeyer im Jahr 1989 die „Dr. Edelgard und Elsa Brünnhild Lohmeyer-Stiftung“ (Dr. E.U.E.B. Lohmeyer Stiftung) mit Sitz in Köln. Die Stiftung unterstützt Projekte, die sich besonders auf die Förderung von Menschen mit geistigen, seelischen und körperlichen Beeinträchtigungen richten. Sie arbeitet unter anderem mit dem SOS-Kinderdorf zusammen.